# Mario Furlan
Mario Furlan (Milano, 26 novembre 1964) è un attivista, giornalista, scrittore, coach motivazionale italiano, fondatore dei City Angels.

## Biografia

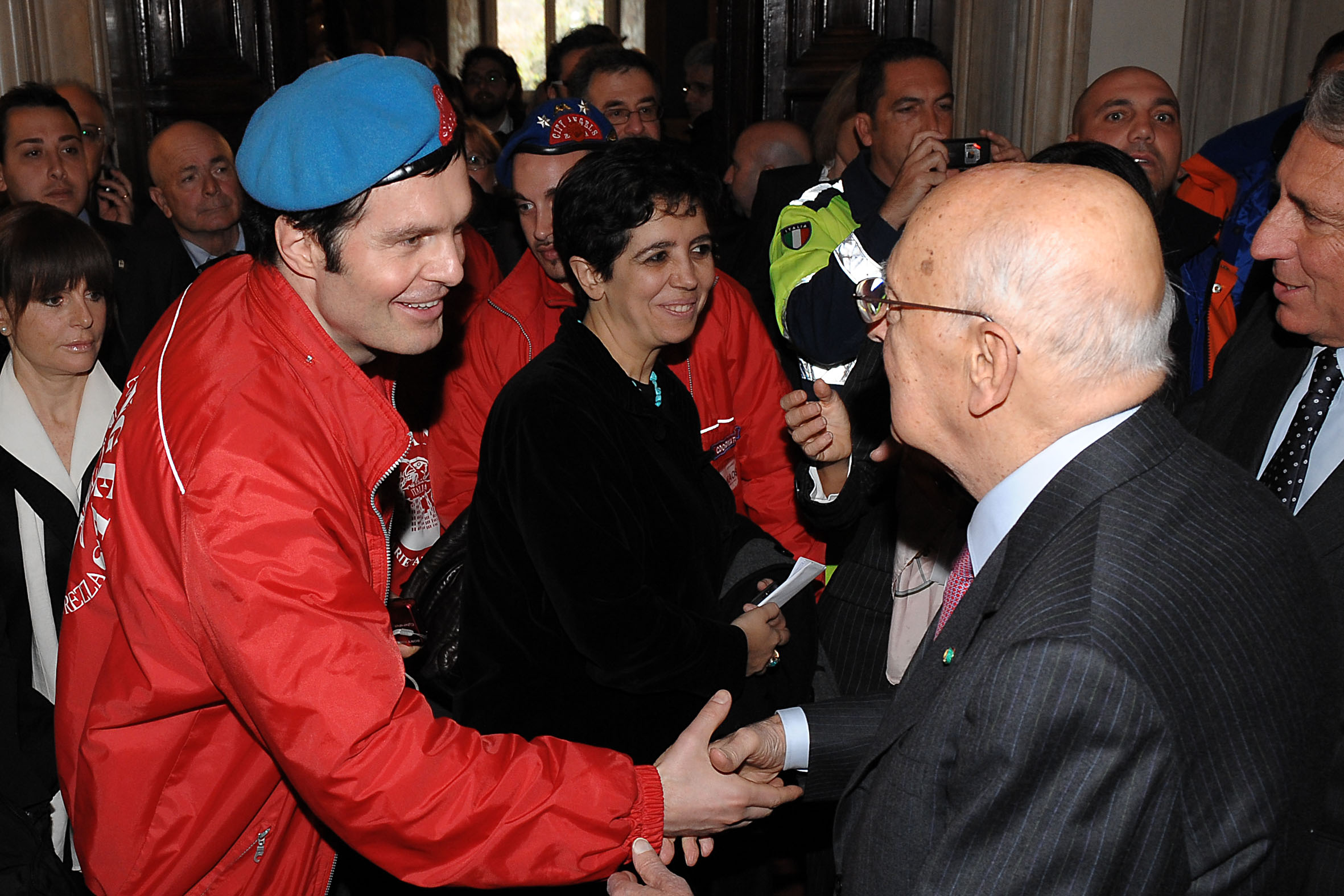
Incontro di Mario Furlan, come fondatore dei City Angels, con Giorgio Napolitano al Quirinale nel 2009

Ha frequentato le scuole elementari ad Albissola Marina, dove ha subito bullismo per tutto e cinque gli anni. Ha sofferto per il bullismo anche durante il primo anno di scuola media, frequentata a Savona, dove aveva Fabio Fazio come compagno di classe. Ha quindi cambiato atteggiamento verso i compagni, diventando a suo volta un bullo nei loro confronti.
Si è lasciato alle spalle il bullismo al Liceo classico “G. Chiabrera” di Savona, dove nel 1983 si è diplomato. Nel frattempo aveva iniziato a praticare le arti marziali, frequentandone una scuola. Si è poi spostato a Milano, insieme al padre insegnante. Iscrittosi al corso di laurea in Scienze Politiche all’Università Cattolica del Sacro Cuore di Milano, si è laureato nel 1989 con lode. Successivamente ha conseguito un PhD in psicologia presso la New York University e la qualifica di Master Trainer in Programmazione neurolinguistica.
Ha iniziato quindi a lavorare, rimanendo a Milano, per l'agenzia di stampa Reuters, poi all'esordio nel 1991 per il comparto giornalistico dell'allora Fininvest sotto la direzione di Gigi Vesigna e successivamente al settimanale Noi di Mondadori.  Contemporaneamente, chiamato da Piero Ostellino collabora con l'ISPI, occupandosi di geopolitica dell'est europa, con la pubblicazione di due saggi: uno sulla URSS e la figura di Gorbaciov, e uno sulla Jugoslavia.
Contemporaneamente ha intrapreso il volontariato per i senza fissa dimora  accolti presso il rifugio di fratel Ettore nel sotterraneo della Stazione di Milano Centrale, inizialmente aiutando nella distribuzione del cibo alla mensa del rifugio.

### City Angels
Nel 1994 si licenzia dalla Mondadori per fondare i City Angels, una associazione, nell'intenzione diversa dalle altre, di volontariato di strada,  "multirazziale, multietnica, multireligiosa"  di assistenza in situazioni di emergenza ai bisognosi, tossicodipendenti e vittime o potenziali vittime di violenza, svolto tenendo presente un forte senso di civismo, che inizialmente avrà la sede presso fratel Ettore. L'associazione è attiva in Italia e Svizzera, operando prevalentemente in aree a forte disagio sociale e nei pressi delle stazioni ferroviarie delle grandi città, operando anche per una maggior sicurezza dei passeggeri. 
Quando nel 2009 il governo Berlusconi IV emetterà il Decreto Maroni voluto da Maroni al tempo Ministero dell'interno, affermando di essersi ispirato all'attività dei City Angels, Furlan interpellato rispose di essere sempre stato contrario alle ronde, temendo che le ronde permesse dal decreto non avranno lo "spirito umanitario" dei City Angels e "se per ronda intendiamo un gruppo di persone che va su in strada a caccia di spacciatori e di immigrati: questi sono dei balordi, gente che fa solo danno agli altri e anche a loro stessi. Poi sono contrario a tutto ciò che è politicizzato, perché la sicurezza è un tema troppo importante per essere strumentalizzato politicamente da un partito", e dopo un anno dall'uscita del decreto ha osservato che "Le norme volute da Maroni si sono rivelate inutili almeno per noi. I City Angels infatti non sono ronde, ma volontari che si limitano a dare una mano ai bisognosi. Noi svolgiamo un'attività sociale, che nulla ha a che fare con la sicurezza. In strada non cerchiamo il nemico, anche se non ci tiriamo indietro di fronte a situazioni di difficoltà".
Nel 2001, nell'ambito dello spirito dei City Angels, istituisce il Premio Campione, per fornire un riconoscimento a “campioni” di solidarietà, civismo e legalità, coinvolgendo nella sua giuria i direttori di alcuni dei principali organi d’informazione italiani, la sua cerimonia annuale di premiazione si svolge a Palazzo Marino, alla presenza del sindaco di Milano.
L'attività giornalistica prosegue come collaboratore del quotidiano free press Metro e del mensile For Men, scrivendo di coaching e come ospite fisso di Radio Lombardia, inoltre è docente di Teoria e tecnica della comunicazione all'università Liuc di Castellanza.
E' istruttore di Krav Maga e di Jeet Kune Do, e sulla base di queste tecniche ha ideato il Wilding, una tecnica di autodifesa istintiva idealmente studiata per la difesa dei volontari dell'associazione dei City Angels, che per statuto svolgono disarmati la loro opera anche nelle aree più pericolose delle metropoli, e che nel tempo ora è insegnata anche a donne, persone deboli, personale incaricato di sicurezza e gruppi di dipendenti pubbliciche operano in condizioni in cui possono essere soggetti a violenza in accordo con le amministrazioni comunali.
Nel 2023 diventa membro del Comitato Scientifico dell'Osservatorio Metropolitano di Milano. Nel 2024 è stato nominato Cavaliere al Merito della Repubblica. 

### Coaching
L'attività con i City Angels lo porta ad interessarsi alle tematiche di motivazione e l’autodifesa, e dal 2006 inizia a scrivere una serie di testi motivazionali su questo soggetto: “Risveglia il campione in te!”, “Tu puoi!”, “Basta paura!” e “Felici per sempre!”, che vengono ripresi e citatati in altri testi manuali scritti da motivatori. Di questi suoi testi il primo è arrivato nel tempo all'undicesima edizione.
È diventato docente universitario di "Motivazione e crescita personale" e l’Associazione Italiana Coach l'ha proclamato “miglior life coach italiano del 2018”
Il suo sito ufficiale contiene un blog.

## Opere
- Mario Furlan, Gorbaciov nella stampa italiana 1982-1990, ISPI, 1990.
- Mario Furlan, Il rompicapo Jugoslavo (con cartine delle repubbliche), in Vita e Pensiero, Milano, Università Cattolica, Giugno 1991.
- Mario Furlan, I volti di Gorbaciov. La Russia da Gorbaciov a Eltsin nella stampa italiana (1982-1992), Greco e Greco, 1992, ISBN 8879800019.
- Mario Furlan e Luca Geronico, Il giornale senza segreti. Guida alla lettura «Tra le righe», Edizioni Paoline, 1996, ISBN 9788831512893.
- Mario Furlan, Angeli di strada – City Angels messaggeri di speranza nell’inferno metropolitano, Edizioni Paoline, 1997, ISBN 978-8831514095.
- Mario Furlan, Risveglia il campione in te!, FrancoAngeli, 2006, ISBN 9788846463432.
- Mario Furlan, Donne. Basta paura, Sperling & Kupfer, 2009, ISBN 8820047098.
- Mario Furlan, Tu puoi!, FrancoAngeli, 2009, ISBN 9788820414375.
- Mario Furlan, Basta paura!, FrancoAngeli, 2015, ISBN 9788891710925.
- Mario Furlan, Felici per sempre. Come affrontare le difficoltà della vita e vivere sereni, qualunque cosa accada, Cairo, 2015, ISBN 8860529611.
- Mario Furlan, Risveglia il campione in te! 2.0, FrancoAngeli, 2016, ISBN 9788891728791. 11ª edizione (edizione aggiornata)